# 上島 (浜松市中央区)
上島（かみじま）は、静岡県浜松市中央区の町名。現行行政地名は上島一丁目から上島七丁目。住居表示実施済み。

## 地理
浜松市中央区中心部の北寄りに位置する。北で有玉西町・有玉南町、北東で小池町、東で早出町、南で十軒町・曳馬、西で幸、北西で萩丘に隣接する。町内は、以前は農地もある程度存在したが、現在では主に住宅地で田畑はほとんど見られなくなった。しかし新興住宅地というわけではなく道路などはそれほど大きく変わっていないが、上島駅周辺は再開発等により新しい建物や道路が整備されつつある。町内には四ツ池公園があり、浜松球場や四ツ池公園陸上競技場などが置かれている。
浜松市内にはもう1つ上島という地名が設置されているが、これは浜名区内にある地名で、中央区上島とは異なり地理的にも離れている。

### 河川
- 馬込川

## 歴史

### 沿革
- 1983年1月1日 - 上島一丁目・二丁目・五丁目〜七丁目が住居表示化（当時は三丁目・四丁目はまだ存在しておらず､上島町のまま）。
- 1985年10月1日 - 上島三丁目・四丁目が住居表示化。
- 2007年4月1日 - 浜松市が政令指定都市に移行し、上島は中区の一部となった。
- 2024年1月1日 - 行政区再編により、上島は中央区となった。

## 世帯数と人口
2018年（平成30年）12月1日現在の世帯数と人口は以下の通りである。
| 丁目       | 世帯数    | 人口     |
| ---------- | --------- | -------- |
| 上島一丁目 | 586世帯   | 1,289人  |
| 上島二丁目 | 506世帯   | 1,135人  |
| 上島三丁目 | 1,134世帯 | 2,480人  |
| 上島四丁目 | 475世帯   | 1,119人  |
| 上島五丁目 | 576世帯   | 1,123人  |
| 上島六丁目 | 792世帯   | 1,690人  |
| 上島七丁目 | 635世帯   | 1,316人  |
| 計         | 4,704世帯 | 10,152人 |

## 小・中学校の学区
市立小・中学校に通う場合、学区は以下の通りとなる。
| 丁目       | 番・番地等 | 小学校             | 中学校             |
| ---------- | ---------- | ------------------ | ------------------ |
| 上島一丁目 | 全域       | 浜松市立上島小学校 | 浜松市立曳馬中学校 |
| 上島二丁目 | 全域       | 浜松市立上島小学校 | 浜松市立曳馬中学校 |
| 上島三丁目 | 全域       | 浜松市立上島小学校 | 浜松市立曳馬中学校 |
| 上島四丁目 | 全域       | 浜松市立上島小学校 | 浜松市立曳馬中学校 |
| 上島五丁目 | 全域       | 浜松市立上島小学校 | 浜松市立曳馬中学校 |
| 上島六丁目 | 全域       | 浜松市立上島小学校 | 浜松市立曳馬中学校 |
| 上島七丁目 | 全域       | 浜松市立上島小学校 | 浜松市立曳馬中学校 |

## 交通

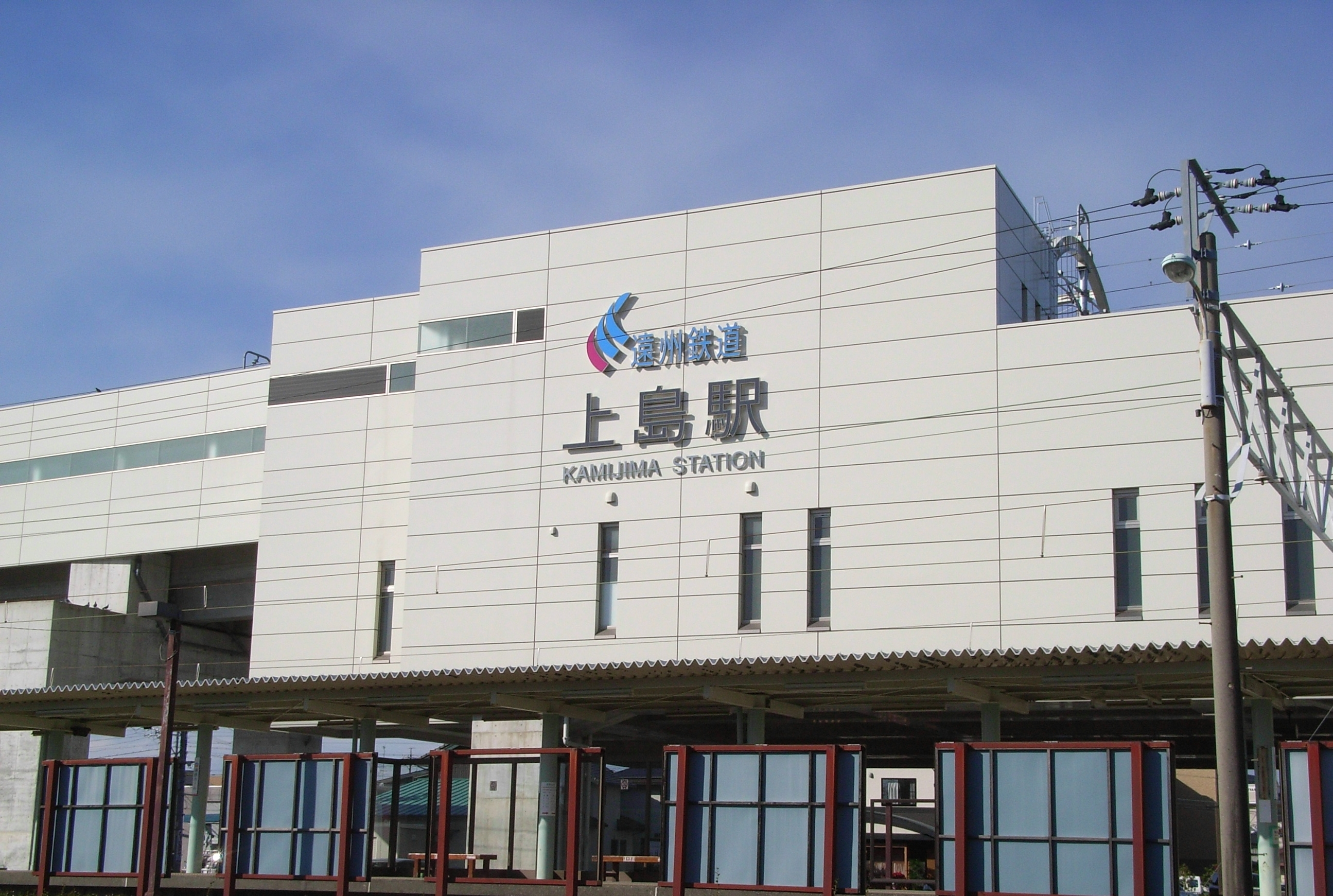
上島駅（2012年12月）

### 鉄道
- 遠州鉄道上島駅（上島二丁目）

### バス
- 遠鉄バス
  - 2 早出線：（浜松駅 方面 - ）上島四丁目 - 上島駅東 - 上島四丁目（ - イオンモール浜松市野 方面）
  - 53・56萩丘都田線：（浜松駅 方面 - ）谷口 - 上島西 - 上島住宅入口 - 市営グランド（ - 半田山中／染地台三丁目／ニコエ／都田駅前 方面）
  - 61 内野台線：（浜松駅 方面 - ）京田 - 上島 - 上島北 - 赤池薬師 - 宇藤（ - 内野台車庫・サンストリート浜北（／浜北西高校／西部免許センター） 方面）
  - 上島イオン市野線：上島駅東 - 上島四丁目（ - イオンモール浜松市野 方面）

### タクシー
遠鉄タクシーの本社営業所がある。

### 道路
- 国道152号（飛龍街道）
- 二俣街道
- 電車通り

## 施設
- 四ツ池公園（上島六丁目）
  - 浜松市役所公園管理課
  - 浜松球場
  - 四ツ池公園陸上競技場
- 馬込川みずべの公園（上島七丁目）
- 浜松市立上島小学校（上島一丁目）
- 高貴神社（上島五丁目）

## その他

### 日本郵便
- 郵便番号 : 433-8122[3]（集配局：浜松北郵便局[7]）。

### 警察
警察の管轄は以下の通りである。
| 丁目       | 番・番地等 | 警察署         | 交番・駐在所 |
| ---------- | ---------- | -------------- | ------------ |
| 上島一丁目 | 全域       | 浜松中央警察署 | 曳馬交番     |
| 上島二丁目 | 全域       | 浜松中央警察署 | 曳馬交番     |
| 上島三丁目 | 全域       | 浜松中央警察署 | 曳馬交番     |
| 上島四丁目 | 全域       | 浜松中央警察署 | 曳馬交番     |
| 上島五丁目 | 全域       | 浜松中央警察署 | 曳馬交番     |
| 上島六丁目 | 全域       | 浜松中央警察署 | 曳馬交番     |
| 上島七丁目 | 全域       | 浜松中央警察署 | 曳馬交番     |